# Nicht nur der Liebe wegen
Nicht nur der Liebe wegen (Alternativtitel: Heiner Lauterbach Special) ist ein von Konrad Sabrautzky inszeniertes Unterhaltungs-Special für das ZDF mit Heiner Lauterbach in einer Doppelrolle aus dem Jahr 1993. Es ist in zwei 20-minütige Teile mit den Titeln Laura und Schöne Hände unterteilt.

## Handlung
Im ersten Teil Laura geht es um den Berliner Architekten Daniel Horné, der trotz gleichbleibenden Lohns zu Mehrarbeit getrieben wird, während seine Ehefrau Barbara, eine freie Journalistin, nach Hamburg für ein wichtiges Interview fliegt. Als er der jungen 20-jährigen Laura aus der Nachbarvilla begegnet, verbringt diese mit ihm einen schönen und feierlichen Tag in der Stadt. Am nächsten Morgen stellt er seine Ehe in Frage, weil einen solchen Tag hat er schon jahrelang nicht mit seiner Frau gehabt.
Der zweite Teil Schöne Hände handelt von einem Bankangestellten, dessen von ihm geschätzte Stammkundin mit den sogenannten „schönen Händen“, einen Überfall auf seine Filiale verübt. Er lässt nach ihr und dem erbeuteten Geld fahnden. Als er jedoch erfährt, weshalb sie diese Tat begangen hat, deckt er sie.

## Produktionshintergrund
Nicht nur der Liebe wegen wurde von der Phoenix Film Karlheinz Brunnemann GmbH & Co. Produktions KG mit Sitz in Berlin produziert (heute UFA Fiction). Im selben Jahr 1993 entstand ein weiteres Unterhaltungs-Special mit Walter Plathe unter dem Titel Kein perfekter Mann. 1995 folgte Glück auf Raten mit Peter Bongartz in einer Doppelrolle.